# Tiream
Tiream (węg. Mezőterem) – wieś w Rumunii, w okręgu Satu Mare, w gminie Tiream. W 2011 roku liczyła 1535 mieszkańców.